# سد فیکوی
سد فیکوی (به لاتین: Feicui Dam) یک سد قوسی در تایوان است که در نیو تایپه واقع شده‌است.